# Нацистські концентраційні табори
Нацистські концентраційні табори, Табори для військовополонених на території України — спеціально обладнані місця для примусового утримання полонених військовослужбовців, які існували на території України під час Другої світової війни. На землях окупованої ворогом України було створено мережу таборів для радянських військовополонених (понад 250 таборів), які були частиною системи таборів для військовополонених Третього Рейху.

## Загальна характеристика
У прифронтовій смузі та оперативній зоні розміщувалися табори фронтового рівня, а також дулаги (Durchgangslager (Dulag) — пересильний табір) — збірні та пересильні пункти військовополонених, котрі підпорядковувалися командирам військових груп та призначалися для проведення перевірки за ознаками національності, професії та благонадійності. Кваліфіковані полонені направлялися до Третього Рейху, тільки з листопада 1941 до травня 1942 з України було вивезено понад 500 тис. військовополонених. Частину військовополонених, переважно через політичні причини, направляли одразу до концентраційних таборів Третього Рейху для їх фізичного знищення. Інші військовополонені переводилися до шталагів (Lager für Stammmannschaft (Stalag) — табір для основної команди) — стаціонарних таборів військовополонених рядового та сержантського складу, офіцери направлялися до офлагів (Lager für Offiziere (Oflag) — табір для офіцерів). На окупованій території України було понад 20 шталагів, серед яких найбільш відомі Дарницький табір військовополонених під Києвом, Володимир-Волинський на Волині, «Богунія» на Житомирщині, «Гросс-лазарет» у Славуті, «Цитадель» у Львові, «Уманська яма» на Київщині, «Хорольська яма» на Полтавщині. У шталагах проводилися регулярні фільтрації для знищення непрацездатних і хворих військовополонених. Працю полонених використовували на роботах через додаткові табори або відділення шталагів. В'язні працювали переважно на шляхових роботах, у шахтах, на інших важких або небезпечних роботах, закопували трупи після розстрілів.
Для таборів пристосовували випадкові приміщення або майданчики просто неба, огороджені кількома рядами колючого дроту зі сторожовими вишками, харчування було жахливим, умови утримання — нестерпними. Окрім радянських військовополонених, у таборах на території України утримувалися французькі та італійські військовополонені у Львівському таборі «Цитадель», французькі та бельгійські — у Рава-Руському таборі, голландські та сербські військовополонені — у Станіславському таборі.
Умови утримання в таборах суттєво відрізнялися залежно від громадянства військовополоненого. Найбільш жорсткі умови були по відношенню до радянських військовополонених. Посилання на неприєднання СРСР до Гаазької конвенції про порядок ведення війни (1907) та відмову від ратифікації Женевської конвенції з прав військовополонених (1929) не виправдовують порушення елементарних норм міжнародного права, неприпустимі умови утримання радянських військовополонених у таборах, незабезпечення їх медичною допомогою, використання примусової праці, масові страти. Смертність військовополонених від голоду, хвороб, тортур у таборах становила до 60 %.
При наближенні лінії фронту табори переводили на захід, також із проведенням фільтрацій та знищенням непрацездатних і хворих. Іноді вдавалося за допомогою місцевого населення, підпілля, партизанів врятувати військовополонених від загибелі. У самих таборах не припинявся опір гітлерівцям — масові втечі, повстання (табір військовополонених у с. Яцево; нині с. Новоселівка Чернігівського району Чернігівської області) та ін. На території Третього Рейху існувало понад 150 шталагів та офлагів, у них загинули понад 1 млн 600 тис. радянських військовополонених, загальна цифра втрат радянських військовополонених сягає 3 млн 700 тис. осіб.

## Вшанування пам'яті жертв
28 жовтня — День визволення України від німецько-фашистських загарбників.
76-ту річницю визволення України від фашистських загарбників вшанували у Тернополі. У місті відкрили виставку «Тріумф людини», як пам'ять про загиблих у Другій Світовій війні.
Тридцять жертв Другої Світової війни, одинадцять нацистських таборів.
Документальна виставка детально описує жертв нацистських концтаборів з Тернопільщини. Ідея належить працівникам Тернопільської облдержадміністрації. Відкрили виставку у музеї політв'язнів, що розташований на вулиці Коперника, 1. В Українському інституті національної пам'яті допомогли з організацією експозиції. Використали біографії людей, ув'язнених у сумнозвісному Бухенвальді, Аушвіці, Дахау, Освенцимі, Берген-Бельзені, Равенсбрюку та інших концтаборах Третього Рейху. Автори підкреслюють, долі загиблих розвіялися в історії, злилися з різними національностями. Українських жертв записували як росіян, угорців, поляків, румунів.